# Pleuridium pappeanum
Pleuridium pappeanum là một loài rêu trong họ Ditrichaceae. Loài này được Müll. Hal. A. Jaeger mô tả khoa học đầu tiên năm 1869.